# کیم سی-هیئون
کیم سی-هیئون (به انگلیسی: Kim Si-hyeon) (زاده ۵ اوت ۱۹۹۹) خواننده و مجری تلویزیون اهل کره جنوبی است.